# Hrabětice (Jeseník nad Odrou)
Hrabětice (německy Grafendorf) jsou malá vesnice, část obce Jeseník nad Odrou v okrese Nový Jičín. Nachází se asi 2 km na jihozápad od Jeseníku nad Odrou. V roce 2009 zde bylo evidováno 15 adres. V roce 2001 zde trvale žilo 49 obyvatel.
Hrabětice leží v katastrálním území Hrabětice nad Odrou o rozloze 4,37 km2.

## Název
Vesnice při založení dostala jméno Grafendorf - "Hraběcí ves". České jméno Hrabětice doložené od 19. století vzniklo částečným překladem německého. Motivace původu pojmenování je nejasná (majiteli hranického panství, jemuž vesnice náležela, byla knížata, nikoli hrabata).

## Historie
Vesnice vznikla roku 1772 parcelací panského dvora.